# Tour d'Alberta 2014
La 2e édition du Tour d'Alberta a lieu du 2 au 7 septembre 2014. Elle est classée 2.1 à l'UCI America Tour.

## Équipes
Le plateau est composé de 5 équipes « UCI ProTeams », 1 équipe continentale professionnelle et 9 équipes continentales.
| UCI WorldTeams  | UCI WorldTeams | UCI WorldTeams |
| Nom de l'équipe | Pays           | Code           |
| --------------- | -------------- | -------------- |
| Belkin          | Pays-Bas       | BEL            |
| Cannondale      | Italie         | CAN            |
| Garmin-Sharp    | États-Unis     | GRS            |
| Giant-Shimano   | Pays-Bas       | GIA            |
| Orica-GreenEDGE | Australie      | OGE            |

| Équipes continentales professionnelles | Équipes continentales professionnelles | Équipes continentales professionnelles |
| Nom de l'équipe                        | Pays                                   | Code                                   |
| -------------------------------------- | -------------------------------------- | -------------------------------------- |
| UnitedHealthcare                       | États-Unis                             | UHC                                    |

| Équipes continentales           | Équipes continentales | Équipes continentales |
| Nom de l'équipe                 | Pays                  | Code                  |
| ------------------------------- | --------------------- | --------------------- |
| Bissell Development             | États-Unis            | BDT                   |
| Équipe nationale du Canada      | Canada                | CAN                   |
| 5-Hour Energy                   | États-Unis            | 5HR                   |
| Garneau–Québecor                | Canada                | GQC                   |
| Jelly Belly-Maxxis              | États-Unis            | JBC                   |
| Optum-Kelly Benefit Strategies  | États-Unis            | OPM                   |
| SmartStop                       | États-Unis            | SSC                   |
| Hincapie Sportswear Development | États-Unis            | HSD                   |
| Silber                          | Canada                | SPC                   |

## Étapes
| Étape     | Date        | Villes étapes                  |                             | Distance (km) | Vainqueur d’étape | Leader du classement général |
| --------- | ----------- | ------------------------------ | --------------------------- | ------------- | ----------------- | ---------------------------- |
| Prologue  | 2 septembre | Calgary                        | Contre-la-montre individuel | 4             | Tom Dumoulin      | Tom Dumoulin                 |
| 1re étape | 3 septembre | Lethbridge (circuit)           | Étape de plaine             | 142           | Ruben Zepuntke    | Tom Dumoulin                 |
| 2e étape  | 4 septembre | Innisfail – Red Deer           | Étape de plaine             | 145           | Jonas Ahlstrand   | Tom Dumoulin                 |
| 3e étape  | 5 septembre | Wetaskiwin – Edmonton          | Étape de plaine             | 162           | Sep Vanmarcke     | Tom Dumoulin                 |
| 4e étape  | 6 septembre | Edmonton - Comté de Strathcona | Étape de plaine             | 163           | Theo Bos          | Tom Dumoulin                 |
| 5e étape  | 7 septembre | Edmonton (circuit)             | Étape de plaine             | 121           | Daryl Impey       | Daryl Impey                  |

## Déroulement de la course

### Prologue
|    | Coureur           | Équipe                          |    | Temps      |
| -- | ----------------- | ------------------------------- | -- | ---------- |
| 1  | Tom Dumoulin      | Giant-Shimano                   | en | 6 min 00 s |
| 2  | Serghei Țvetcov   | Jelly Belly-Maxxis              | +  | 14 s       |
| 3  | Thomas Danielson  | Garmin-Sharp                    |    | 17 s       |
| 4  | Davide Villella   | Cannondale                      |    | 18 s       |
| 5  | Daniel Summerhill | UnitedHealthcare                |    | 18 s       |
| 6  | Phillip Gaimon    | Garmin-Sharp                    |    | 19 s       |
| 7  | Joey Rosskopf     | Hincapie Sportswear Development |    | 22 s       |
| 8  | Zachary Bell      | SmartStop                       |    | 22 s       |
| 9  | Christian Meier   | Orica-GreenEDGE                 |    | 23 s       |
| 10 | Ryan Roth         | Silber                          |    | 23 s       |

|    | Coureur           | Équipe                          |    | Temps      |
| -- | ----------------- | ------------------------------- | -- | ---------- |
| 1  | Tom Dumoulin      | Giant-Shimano                   | en | 6 min 00 s |
| 2  | Serghei Țvetcov   | Jelly Belly-Maxxis              | +  | 14 s       |
| 3  | Thomas Danielson  | Garmin-Sharp                    |    | 17 s       |
| 4  | Davide Villella   | Cannondale                      |    | 18 s       |
| 5  | Daniel Summerhill | UnitedHealthcare                |    | 18 s       |
| 6  | Phillip Gaimon    | Garmin-Sharp                    |    | 19 s       |
| 7  | Joey Rosskopf     | Hincapie Sportswear Development |    | 22 s       |
| 8  | Zachary Bell      | SmartStop                       |    | 22 s       |
| 9  | Christian Meier   | Orica-GreenEDGE                 |    | 23 s       |
| 10 | Ryan Roth         | Silber                          |    | 23 s       |

### 1reétape
|    | Coureur              | Équipe                          |    | Temps           |
| -- | -------------------- | ------------------------------- | -- | --------------- |
| 1  | Ruben Zepuntke       | Bissell Development             | en | 3 h 18 min 10 s |
| 2  | Ramūnas Navardauskas | Garmin-Sharp                    | +  | m.t             |
| 3  | Ryan Anderson        | Optum-Kelly Benefit Strategies  |    | m.t             |
| 4  | Dion Smith           | Hincapie Sportswear Development |    | m.t             |
| 5  | Benjamin King        | Garmin-Sharp                    |    | m.t             |
| 6  | Daniel Summerhill    | UnitedHealthcare                |    | m.t             |
| 7  | Tyler Magner         | Hincapie Sportswear Development |    | m.t             |
| 8  | Fabian Wegmann       | Garmin-Sharp                    |    | m.t             |
| 9  | James Oram           | Bissell Development             |    | m.t             |
| 10 | Sep Vanmarcke        | Belkin                          |    | m.t             |

|    | Coureur           | Équipe                          |    | Temps           |
| -- | ----------------- | ------------------------------- | -- | --------------- |
| 1  | Tom Dumoulin      | Giant-Shimano                   | en | 3 h 24 min 09 s |
| 2  | Ruben Zepuntke    | Bissell Development             | +  | 13 s            |
| 3  | Serghei Țvetcov   | Jelly Belly-Maxxis              |    | 14 s            |
| 4  | Thomas Danielson  | Garmin-Sharp                    |    | 17 s            |
| 5  | Davide Villella   | Cannondale                      |    | 18 s            |
| 6  | Daniel Summerhill | UnitedHealthcare                |    | 18 s            |
| 7  | Ryan Anderson     | Optum-Kelly Benefit Strategies  |    | 19 s            |
| 8  | Joey Rosskopf     | Hincapie Sportswear Development |    | 22 s            |
| 9  | Christian Meier   | Orica-GreenEDGE                 |    | 23 s            |
| 10 | Daryl Impey       | Orica-GreenEDGE                 |    | 23 s            |

### 2eétape
|    | Coureur              | Équipe                         |    | Temps           |
| -- | -------------------- | ------------------------------ | -- | --------------- |
| 1  | Jonas Ahlstrand      | Giant-Shimano                  | en | 3 h 02 min 14 s |
| 2  | Theo Bos             | Belkin                         | +  | m.t             |
| 3  | Ruben Zepuntke       | Bissell Development            |    | m.t             |
| 4  | Eric Young           | Optum-Kelly Benefit Strategies |    | m.t             |
| 5  | Matej Mohorič        | Cannondale                     |    | m.t             |
| 6  | Ramūnas Navardauskas | Garmin-Sharp                   |    | m.t             |
| 7  | Nicolai Brøchner     | Bissell Development            |    | m.t             |
| 8  | Serghei Țvetcov      | Jelly Belly-Maxxis             |    | m.t             |
| 9  | Nick van der Lijke   | Belkin                         |    | m.t             |
| 10 | Daniel Summerhill    | UnitedHealthcare               |    | m.t             |

|    | Coureur           | Équipe                          |    | Temps           |
| -- | ----------------- | ------------------------------- | -- | --------------- |
| 1  | Tom Dumoulin      | Giant-Shimano                   | en | 6 h 26 min 23 s |
| 2  | Ruben Zepuntke    | Bissell Development             | +  | 9 s             |
| 3  | Serghei Țvetcov   | Jelly Belly-Maxxis              |    | 14 s            |
| 4  | Tom Danielson     | Garmin-Sharp                    |    | 17 s            |
| 5  | Ryan Anderson     | Optum-Kelly Benefit Strategies  |    | 17 s            |
| 6  | Daryl Impey       | Orica-GreenEDGE                 |    | 18 s            |
| 7  | Davide Villella   | Cannondale                      |    | 18 s            |
| 8  | Daniel Summerhill | UnitedHealthcare                |    | 18 s            |
| 9  | Joey Rosskopf     | Hincapie Sportswear Development |    | 22 s            |
| 10 | Christian Meier   | Orica-GreenEDGE                 |    | 23 s            |

### 3eétape
|    | Coureur              | Équipe              |    | Temps           |
| -- | -------------------- | ------------------- | -- | --------------- |
| 1  | Sep Vanmarcke        | Belkin              | en | 3 h 12 min 11 s |
| 2  | Ramūnas Navardauskas | Garmin-Sharp        | +  | m.t             |
| 3  | Leigh Howard         | Orica-GreenEDGE     |    | m.t             |
| 4  | Aidis Kruopis        | Orica-GreenEDGE     |    | 11 s            |
| 5  | Steele Von Hoff      | Garmin-Sharp        |    | 11 s            |
| 6  | Daniel Summerhill    | UnitedHealthcare    |    | 11 s            |
| 7  | Serghei Țvetcov      | Jelly Belly-Maxxis  |    | 11 s            |
| 8  | Ruben Zepuntke       | Bissell Development |    | 11 s            |
| 9  | Nick van der Lijke   | Belkin              |    | 11 s            |
| 10 | Nicolai Brøchner     | Bissell Development |    | 11 s            |

|    | Coureur              | Équipe                         |    | Temps           |
| -- | -------------------- | ------------------------------ | -- | --------------- |
| 1  | Tom Dumoulin         | Giant-Shimano                  | en | 9 h 38 min 45 s |
| 2  | Ruben Zepuntke       | Bissell Development            | +  | 8 s             |
| 3  | Ramūnas Navardauskas | Garmin-Sharp                   |    | 13 s            |
| 4  | Serghei Țvetcov      | Jelly Belly-Maxxis             |    | 14 s            |
| 5  | Leigh Howard         | Orica-GreenEDGE                |    | 15 s            |
| 6  | Daryl Impey          | Orica-GreenEDGE                |    | 15 s            |
| 7  | Ryan Anderson        | Optum-Kelly Benefit Strategies |    | 16 s            |
| 8  | Daniel Summerhill    | UnitedHealthcare               |    | 18 s            |
| 9  | James Oram           | Bissell Development            |    | 23 s            |
| 10 | Pieter Weening       | Orica-GreenEDGE                |    | 26 s            |

### 4eétape
|    | Coureur              | Équipe                          |    | Temps           |
| -- | -------------------- | ------------------------------- | -- | --------------- |
| 1  | Theo Bos             | Belkin                          | en | 3 h 42 min 50 s |
| 2  | Daryl Impey          | Orica-GreenEDGE                 | +  | m.t             |
| 3  | Jure Kocjan          | SmartStop                       |    | m.t             |
| 4  | Robert Sweeting      | 5-Hour Energy                   |    | m.t             |
| 5  | Robert Förster       | UnitedHealthcare                |    | m.t             |
| 6  | Ramūnas Navardauskas | Garmin-Sharp                    |    | m.t             |
| 7  | Steele Von Hoff      | Garmin-Sharp                    |    | m.t             |
| 8  | Nicolai Brøchner     | Bissell Development             |    | m.t             |
| 9  | Tyler Magner         | Hincapie Sportswear Development |    | m.t             |
| 10 | Benjamin King        | Garmin-Sharp                    |    | m.t             |

|    | Coureur              | Équipe                         |    | Temps            |
| -- | -------------------- | ------------------------------ | -- | ---------------- |
| 1  | Tom Dumoulin         | Giant-Shimano                  | en | 13 h 21 min 35 s |
| 2  | Ruben Zepuntke       | Bissell Development            | +  | 8 s              |
| 3  | Daryl Impey          | Orica-GreenEDGE                |    | 9 s              |
| 4  | Ramūnas Navardauskas | Garmin-Sharp                   |    | 13 s             |
| 5  | Serghei Țvetcov      | Jelly Belly-Maxxis             |    | 14 s             |
| 6  | Leigh Howard         | Orica-GreenEDGE                |    | 15 s             |
| 7  | Ryan Anderson        | Optum-Kelly Benefit Strategies |    | 16 s             |
| 8  | Daniel Summerhill    | UnitedHealthcare               |    | 18 s             |
| 9  | James Oram           | Bissell Development            |    | 23 s             |
| 10 | Pieter Weening       | Orica-GreenEDGE                |    | 26 s             |

### 5eétape
|    | Coureur              | Équipe                          |    | Temps           |
| -- | -------------------- | ------------------------------- | -- | --------------- |
| 1  | Daryl Impey          | Orica-GreenEDGE                 | en | 2 h 46 min 22 s |
| 2  | Ryan Anderson        | Optum-Kelly Benefit Strategies  | +  | m.t             |
| 3  | Ramūnas Navardauskas | Garmin-Sharp                    |    | m.t             |
| 4  | Sep Vanmarcke        | Belkin                          |    | m.t             |
| 5  | Kiel Reijnen         | UnitedHealthcare                |    | m.t             |
| 6  | Nick van der Lijke   | Belkin                          |    | m.t             |
| 7  | Serghei Țvetcov      | Jelly Belly-Maxxis              |    | m.t             |
| 8  | Daniel Summerhill    | UnitedHealthcare                |    | m.t             |
| 9  | Dion Smith           | Hincapie Sportswear Development |    | m.t             |
| 10 | Leigh Howard         | Orica-GreenEDGE                 |    | m.t             |

|    | Coureur              | Équipe                         |    | Temps            |
| -- | -------------------- | ------------------------------ | -- | ---------------- |
| 1  | Daryl Impey          | Orica-GreenEDGE                | en | 16 h 07 min 56 s |
| 2  | Tom Dumoulin         | Giant-Shimano                  | +  | 1 s              |
| 3  | Ruben Zepuntke       | Bissell Development            |    | 9 s              |
| 4  | Ramūnas Navardauskas | Garmin-Sharp                   |    | 10 s             |
| 5  | Ryan Anderson        | Optum-Kelly Benefit Strategies |    | 11 s             |
| 6  | Serghei Țvetcov      | Jelly Belly-Maxxis             |    | 15 s             |
| 7  | Leigh Howard         | Orica-GreenEDGE                |    | 16 s             |
| 8  | Daniel Summerhill    | UnitedHealthcare               |    | 19 s             |
| 9  | Sep Vanmarcke        | Belkin                         |    | 31 s             |
| 10 | James Oram           | Bissell Development            |    | 31 s             |

## Classements finals

### Classement général
|    | Cycliste             | Pays | Équipe                         |    | Temps            |
| -- | -------------------- | ---- | ------------------------------ | -- | ---------------- |
| 1  | Daryl Impey          |      | Orica-GreenEDGE                | en | 16 h 07 min 56 s |
| 2  | Tom Dumoulin         |      | Giant-Shimano                  | +  | 1 s              |
| 3  | Ruben Zepuntke       |      | Bissell Development            |    | 9 s              |
| 4  | Ramūnas Navardauskas |      | Garmin-Sharp                   |    | 10 s             |
| 5  | Ryan Anderson        |      | Optum-Kelly Benefit Strategies |    | 11 s             |
| 6  | Serghei Țvetcov      |      | Jelly Belly-Maxxis             |    | 15 s             |
| 7  | Leigh Howard         |      | Orica-GreenEDGE                |    | 16 s             |
| 8  | Daniel Summerhill    |      | UnitedHealthcare               |    | 19 s             |
| 9  | Sep Vanmarcke        |      | Belkin                         |    | 31 s             |
| 10 | James Oram           |      | Bissell Development            |    | 31 s             |

### Classements annexes
|   | Cycliste             | Équipe              | Points |
| - | -------------------- | ------------------- | ------ |
| 1 | Ramūnas Navardauskas | Garmin-Sharp        | 47     |
| 2 | Daryl Impey          | Orica-GreenEDGE     | 40     |
| 3 | Ruben Zepuntke       | Bissell Development | 29     |

|   | Cycliste        | Équipe                          | Points |
| - | --------------- | ------------------------------- | ------ |
| 1 | Simon Yates     | Orica-GreenEDGE                 | 58     |
| 2 | Robin Carpenter | Hincapie Sportswear Development | 42     |
| 3 | Mathew Hayman   | Orica-GreenEDGE                 | 22     |

|   | Cycliste       | Équipe              |    | Temps            |
| - | -------------- | ------------------- | -- | ---------------- |
| 1 | Tom Dumoulin   | Giant-Shimano       | en | 16 h 07 min 57 s |
| 2 | Ruben Zepuntke | Bissell Development | +  | 8 s              |
| 3 | James Oram     | Bissell Development |    | 30 s             |

|   | Équipe              | Pays |    | Temps            |
| - | ------------------- | ---- | -- | ---------------- |
| 1 | Garmin-Sharp        |      | en | 48 h 24 min 42 s |
| 2 | Orica-GreenEDGE     |      | +  | 10 s             |
| 3 | Bissell Development |      |    | 48 s             |

## Évolution des classements
| Étape              | Vainqueur          | Classement général | Classement par points | Classement de la montagne | Classement du meilleur jeune | Classement par équipes |
| ------------------ | ------------------ | ------------------ | --------------------- | ------------------------- | ---------------------------- | ---------------------- |
| P                  | Tom Dumoulin       | Tom Dumoulin       | Tom Dumoulin          | Non décerné               | Tom Dumoulin                 | Garmin-Sharp           |
| 1                  | Ruben Zepuntke     | Tom Dumoulin       | Ruben Zepuntke        | Robin Carpenter           | Tom Dumoulin                 | Orica-GreenEDGE        |
| 2                  | Jonas Ahlstrand    | Tom Dumoulin       | Ruben Zepuntke        | Simon Yates               | Tom Dumoulin                 | Orica-GreenEDGE        |
| 3                  | Sep Vanmarcke      | Tom Dumoulin       | Ramūnas Navardauskas  | Simon Yates               | Tom Dumoulin                 | Orica-GreenEDGE        |
| 4                  | Theo Bos           | Tom Dumoulin       | Ramūnas Navardauskas  | Simon Yates               | Tom Dumoulin                 | Garmin-Sharp           |
| 5                  | Daryl Impey        | Daryl Impey        | Ramūnas Navardauskas  | Simon Yates               | Tom Dumoulin                 | Garmin-Sharp           |
| Classements finals | Classements finals | Daryl Impey        | Ramūnas Navardauskas  | Simon Yates               | Tom Dumoulin                 | Garmin-Sharp           |